# Campeonato Argentino de Futebol de 2018–19 – Quinta Divisão (Primera D)
A Primera D do Campeonato Argentino de 2018–19 é a septuagésima edição de uma competição de futebol realizada na Argentina, equivalente à quinta divisão do futebol argentino para os clubes afiliados diretamente à Associação do Futebol Argentino (AFA). O campeonato começou a ser disputado no dia 1 de setembro de 2018 e tem conclusão marcada para o dia 15 de junho de 2019.
A única novidade em relação aos participantes da temporada anterior é o Defensores de Cambaceres, que foi rebaixado da Primera C de 2017–18, já que o Club Atlético Claypole que ficou com o pior promédio na edição de 2017–18 teve sua desfiliação temporária anulada.
O Argentino de Merlo foi coroado campeão da Primera D de 2018–19 com uma derrota ante o Club Atlético Claypole na 27ª rodada da competição, a três rodadas do fim da antecipação, e foi promovido para a Primera C da próxima temporada. Para conseguir a conquista antecipada, o clube contou com um empate entre Real Pilar e Liniers, seus dois grandes concorrentes ao título, e assim ficou a dez pontos de diferença deles, feito que não pode ser mais alcançado.

## Regulamento
As 15 equipes participantes jogam no sistema de todos contra todos em partidas de ida e volta, totalizando 30 rodadas (a cada rodada, uma equipe folga). A equipe que somar mais pontos será declarada campeã e promovida à Primera C de 2019–20. As equipes que terminarem entre a segunda e a nona posição jogarão um torneio reduzido eliminatório cujo vencedor também será promovido. O regulamento inicial da competição previa que a equipe com a pior promédio na tabela agregada das últimas três temporadas teria sua afiliação suspensa por um ano. No entanto, o comitê executivo da Associação do Futebol Argentino (AFA) tornou sem efeito essa desfiliação. As três equipes  mais bem colocadas na classificação média de pontos ao final do turno de ida ingressarão diretamente na terceira fase da Copa da Argentina de 2018–19.

## Participantes
| Equipe                   | Cidade            | Estádio                  | Em 2017–18                             |
| ------------------------ | ----------------- | ------------------------ | -------------------------------------- |
| Argentino                | Merlo             | Merlo                    | Semifinal do "torneio reduzido"        |
| Argentino                | Rosário           | José Martín Olaeta       | Quartas de final do "torneio reduzido" |
| Atlas                    | General Rodríguez | Ricardo Puga             | Vice-campeão do "torneio reduzido"     |
| Central Ballester        | José León Suárez  | Não possui [a]           | Quartas de final do "torneio reduzido" |
| Centro Español           | Villa Sarmiento   | Não possui [b]           | Quartas de final do "torneio reduzido" |
| Claypole                 | Claypole          | Rodolfo Vicente Capocasa | 11º colocado                           |
| Defensores de Cambaceres | Ensenada          | 12 de Octubre            | Rebaixado da Primera C                 |
| Deportivo Paraguayo      | Buenos Aires      | Não possui [c]           | 14º colocado                           |
| Juventud Unida           | Muñiz             | Ciudad de San Miguel     | Quartas de final do "torneio reduzido" |
| Liniers                  | San Justo         | Juan Antonio Arias       | Semifinal do "torneio reduzido"        |
| Lugano                   | Tapiales          | José María Moraños       | 15º colocado                           |
| Muñiz                    | Muñiz             | Não possui [d]           | 10º colocado                           |
| Puerto Nuevo             | Campana           | Rubén Carlos Vallejos    | 13º colocado                           |
| Real Pilar               | Pilar             | Carlos Barraza           | 12º colocado                           |
| Yupanqui                 | Buenos Aires      | Não possui [b]           | 16º colocado                           |

[a] ^ Manda seus jogos no estádio Ciudad de San Miguel.
[b] ^ Manda seus jogos no estádio José María Moraños.
[c] ^ Manda seus jogos no estádio Juan Antonio Arias.
[d] ^ Manda seus jogos em estádios diferentes.

### Distribuição geográfica das equipes
| Região                                | Total | Equipes                                                                                             |
| ------------------------------------- | ----- | --------------------------------------------------------------------------------------------------- |
| Conurbano bonaerense                  | 8     | Argentino (M), Central Ballester, Centro Español, Claypole, Juventud Unida, Liniers, Lugano e Muñiz |
| Interior da Província de Buenos Aires | 3     | Atlas, Puerto Nuevo e Real Pilar                                                                    |
| Cidade de Buenos Aires                | 2     | Deportivo Paraguayo e Yupanqui                                                                      |
| Grande La Plata                       | 1     | Defensores de Cambaceres                                                                            |
| Cidade de Rosário                     | 1     | Argentino (R)                                                                                       |

## Classificação

### Final
| Pos. | Equipes                  | P  | J  | V  | E  | D  | GP | GC | SG  | Classificação                                                                 |
| ---- | ------------------------ | -- | -- | -- | -- | -- | -- | -- | --- | ----------------------------------------------------------------------------- |
| 1    | Argentino de Merlo       | 56 | 28 | 17 | 5  | 6  | 47 | 24 | 23  | Campeão e promovido à Primera C de 2019–20                                    |
| 2    | Liniers                  | 46 | 28 | 12 | 10 | 6  | 32 | 17 | 15  | Qualificado para o Torneo Reducido pelo segundo acesso à Primera C de 2019–20 |
| 3    | Real Pilar               | 44 | 28 | 11 | 11 | 6  | 30 | 20 | 10  | Qualificado para o Torneo Reducido pelo segundo acesso à Primera C de 2019–20 |
| 4    | Argentino de Rosario     | 44 | 28 | 12 | 8  | 8  | 24 | 17 | 7   | Qualificado para o Torneo Reducido pelo segundo acesso à Primera C de 2019–20 |
| 5    | Puerto Nuevo             | 43 | 28 | 13 | 4  | 11 | 27 | 28 | –1  | Qualificado para o Torneo Reducido pelo segundo acesso à Primera C de 2019–20 |
| 6    | Centro Español           | 39 | 28 | 10 | 9  | 9  | 32 | 28 | 4   | Qualificado para o Torneo Reducido pelo segundo acesso à Primera C de 2019–20 |
| 7    | Claypole                 | 39 | 28 | 10 | 9  | 9  | 29 | 29 | 0   | Qualificado para o Torneo Reducido pelo segundo acesso à Primera C de 2019–20 |
| 8    | Atlas                    | 37 | 28 | 9  | 10 | 9  | 39 | 27 | 12  | Qualificado para o Torneo Reducido pelo segundo acesso à Primera C de 2019–20 |
| 9    | Juventud Unida           | 37 | 28 | 8  | 13 | 7  | 23 | 26 | –3  | Qualificado para o Torneo Reducido pelo segundo acesso à Primera C de 2019–20 |
| 10   | Yupanqui                 | 37 | 28 | 10 | 7  | 11 | 23 | 29 | –6  |                                                                               |
| 11   | Muñiz                    | 35 | 28 | 9  | 8  | 11 | 28 | 37 | –9  |                                                                               |
| 12   | Central Ballester        | 31 | 28 | 6  | 13 | 9  | 18 | 26 | –8  |                                                                               |
| 13   | Lugano                   | 30 | 28 | 8  | 6  | 14 | 18 | 27 | –9  |                                                                               |
| 14   | Deportivo Paraguayo      | 27 | 28 | 7  | 6  | 15 | 17 | 37 | –20 |                                                                               |
| 15   | Defensores de Cambaceres | 23 | 28 | 6  | 5  | 17 | 26 | 41 | –15 |                                                                               |

Fonte: AFA, Soccerway e Solo Ascenso e Promedios.

### Rebaixamento
Nesta temporada não haverá desfiliação. No entanto, os pontos obtidos serão levados em conta na próxima temporada.

### Primeiro Turno
Esta classificação foi usada para determinar as equipes que representaram esta divisão na Copa da Argentina de 2018–19, no caso, os três mais bem colocados.
| Pos | Equipe                   | Pts | J  | V | E | D  | GP | GC | SG  | Acesso e qualificação                            |
| --- | ------------------------ | --- | -- | - | - | -- | -- | -- | --- | ------------------------------------------------ |
| 1   | Argentino de Merlo       | 27  | 14 | 8 | 3 | 3  | 19 | 10 | +9  | Classificado para a Copa da Argentina de 2018–19 |
| 2   | Real Pilar               | 26  | 14 | 8 | 2 | 4  | 19 | 10 | +9  | Classificado para a Copa da Argentina de 2018–19 |
| 3   | Atlas                    | 25  | 14 | 7 | 4 | 3  | 27 | 14 | +13 | Classificado para a Copa da Argentina de 2018–19 |
| 4   | Argentino de Rosario     | 24  | 14 | 7 | 3 | 4  | 11 | 7  | +4  |                                                  |
| 5   | Muñiz                    | 23  | 14 | 7 | 2 | 5  | 14 | 16 | −2  |                                                  |
| 6   | Liniers                  | 22  | 14 | 6 | 4 | 4  | 18 | 9  | +9  |                                                  |
| 7   | Juventud Unida           | 22  | 14 | 5 | 7 | 2  | 9  | 6  | +3  |                                                  |
| 8   | Puerto Nuevo             | 21  | 14 | 6 | 3 | 5  | 13 | 12 | +1  |                                                  |
| 9   | Claypole                 | 20  | 14 | 6 | 2 | 6  | 14 | 17 | −3  |                                                  |
| 10  | Lugano                   | 18  | 14 | 5 | 3 | 6  | 10 | 11 | −1  |                                                  |
| 11  | Central Ballester        | 17  | 14 | 4 | 5 | 5  | 10 | 13 | −3  |                                                  |
| 12  | Centro Español           | 12  | 14 | 2 | 6 | 6  | 13 | 15 | −2  |                                                  |
| 13  | Deportivo Paraguayo      | 12  | 14 | 3 | 3 | 8  | 6  | 19 | −13 |                                                  |
| 14  | Yupanqui                 | 11  | 14 | 3 | 2 | 9  | 8  | 19 | −11 |                                                  |
| 15  | Defensores de Cambaceres | 10  | 14 | 3 | 1 | 10 | 10 | 23 | −13 |                                                  |

## Torneo Reducido
As equipes posicionadas da segunda até a nona posição da classificação final de 2018–19 foram reordenados do 1º ao 8º lugar e jogarão um torneio eliminatório com partidas de ida e volta cujo vencedor também será promovido.
Nas quartas de final, os confrontos serão os seguintes: 1º versus 8º colocado, 2º versus 7º colocado, 3º versus 6º colocado e 4º versus 5º colocado. Na sequência temos a semifinal entre as equipes vencedoras da fase anterior, os 4 (quatro) clubes são reordenados novamente do 1º ao 4º lugar com base na classificação final de 2018–19 e determina os seguintes confrontos: 1º versus 4º colocado e 2º versus 3º colocado. A última fase é a grande decisão (final), disputada entre os dois clubes vencedores das semifinais. Quanto as partidas, as quartas de final foram disputadas em jogo único, enquanto as demais fases, em partidas de ida e volta. Quanto ao mando de campo, a equipe com a melhor posição na classificação final de 2018–19 terá o privilégio de mandar o jogo de volta em sua casa nas partidas das semifinais e da final, assim como do jogo único das quartas. Em caso de empate, tanto nas quartas, como no placar agregado nas fases de semifinais e final, o confronto será decidido na disputa por pênaltis.

### Esquema
|  | Quartas-de-final     | Quartas-de-final     |   |            | Semifinais | Semifinais | Semifinais | Semifinais |  |         | Final | Final | Final | Final |  |  |
|  |                      |                      |   |            |            |            |            |            |  |         |       |       |       |       |  |  |
|  |                      |                      |   |            |            |            |            |            |  |         |       |       |       |       |  |  |
|  | Liniers              | 1                    |   |            |            |            |            |            |  |         |       |       |       |       |  |  |
|  | Juventud Unida       | 0                    |   |            |            |            |            |            |  |         |       |       |       |       |  |  |
|  | Juventud Unida       | 0                    |   | Liniers    | 2          | 0          | 2          |            |  |         |       |       |       |       |  |  |
|  |                      |                      |   | Liniers    | 2          | 0          | 2          |            |  |         |       |       |       |       |  |  |
|  |                      | Centro Español       | 0 | 0          | 0          |            |            |            |  |         |       |       |       |       |  |  |
|  | Real Pilar           | Centro Español       | 0 | 0          | 0          | 4          |            |            |  |         |       |       |       |       |  |  |
|  | Real Pilar           |                      |   |            |            | 4          |            |            |  |         |       |       |       |       |  |  |
|  | Atlas                | 1                    |   |            |            |            |            |            |  |         |       |       |       |       |  |  |
|  | Atlas                | 1                    |   |            |            |            |            |            |  | Liniers | 0     | 0     | 0     |       |  |  |
|  |                      |                      |   |            |            |            |            |            |  | Liniers | 0     | 0     | 0     |       |  |  |
|  |                      | Real Pilar           | 2 | 0          | 2          |            |            |            |  |         |       |       |       |       |  |  |
|  | Argentino de Rosario | Real Pilar           | 2 | 0          | 2          | 1 (4)      |            |            |  |         |       |       |       |       |  |  |
|  | Argentino de Rosario |                      |   |            |            | 1 (4)      |            |            |  |         |       |       |       |       |  |  |
|  | Claypole             | 1 (3)                |   |            |            |            |            |            |  |         |       |       |       |       |  |  |
|  | Claypole             | 1 (3)                |   | Real Pilar | 0          | 0          | 0 (3)      |            |  |         |       |       |       |       |  |  |
|  |                      |                      |   | Real Pilar | 0          | 0          | 0 (3)      |            |  |         |       |       |       |       |  |  |
|  |                      | Argentino de Rosario | 0 | 0          | 0 (1)      |            |            |            |  |         |       |       |       |       |  |  |
|  | Puerto Nuevo         | Argentino de Rosario | 0 | 0          | 0 (1)      | 0          |            |            |  |         |       |       |       |       |  |  |
|  | Puerto Nuevo         |                      |   |            |            | 0          |            |            |  |         |       |       |       |       |  |  |
|  | Centro Español       | 1                    |   |            |            |            |            |            |  |         |       |       |       |       |  |  |

### Quartas de final
Com a reordenação das posições com base na classificação final da temporada regular, as novas posições da 1–8 são, nessa ordem, as seguintes: Liniers (1º), Real Pilar (2º), Argentino de Rosario (3º), Puerto Nuevo (4º), Centro Español (5º), Claypole (6º), Atlas (7º) e Juventud Unida (8º). Os confrontos ocorrerão em partida única, com mando de campo da equipe mais bem colocada na classificação final da temporada regular. Em caso de empate, a equipe mandante avança.
| 18 de maio de 2019 | Liniers     | 1 – 0     | Juventud Unida | San Justo                                         |  |
| 14:30              | - Lynch 80' | Relatório |                | Estádio: Juan Antonio Arias Árbitro: Lucas Brumer |  |

| 18 de maio de 2019 | Real Pilar                                            | 4 – 1     | Atlas          | Pilar                                            |  |
| 14:30              | - Chimeli 16' - Trovento 44' - Crego 73' - Aranda 84' | Relatório | - 82' González | Estádio: Carlos Barraza Árbitro: Javier Delbarba |  |

| 18 de maio de 2019 | Argentino de Rosario    | 1 – 1 (4–3 pen.) | Claypole       | Rosario                                                |  |
| 14:30              | - Camafreita 75' (pen.) | Relatório        | - 48' Castillo | Estádio: José Martín Olaeta Árbitro: Ezequiel Yasinski |  |

| 18 de maio de 2019 | Puerto Nuevo | 0 – 1     | Centro Español     | Campana                                                      |  |
| 14:30              |              | Relatório | - 84' D. M. Grance | Estádio: Rubén Carlos Vallejos Árbitro: Juan Pablo Battaglia |  |

### Semifinais
Com a reordenação das posições com base na classificação final da temporada regular, as novas posições da 1–4 são, nessa ordem, as seguintes: Liniers (1º), Real Pilar (2º), Argentino de Rosario (3º) e Centro Español (4º). Os confrontos ocorrerão em partidas de ida e volta, com mando de campo da equipe mais bem colocada na classificação final da temporada regular. Em caso de empate, a avaga será decidida na disputa por pênaltis.
| Chave | Equipe 1   | Total        | Equipe 2             | Ida | Volta |
| ----- | ---------- | ------------ | -------------------- | --- | ----- |
| F1    | Liniers    | 2–0          | Centro Español       | 2–0 | 0–0   |
| F2    | Real Pilar | 0–0 (3–1 p.) | Argentino de Rosario | 0–0 | 0–0   |

#### Chave F1
| 25 de maio de 2019 | Centro Español | 0 – 2     | Liniers                     | Tapiales                                             |  |
| 15:00              |                | Relatório | - 65', 86' Sellecchia (LIN) | Estádio: José María Moraños Árbitro: Jonathan De Oto |  |

| 1 de junho de 2019 | Liniers | 0 – 0     | Centro Español | San Justo                                                 |  |
| 15:00              |         | Relatório |                | Estádio: Juan Antonio Arias Árbitro: Juan Pablo Battaglia |  |

Liniers venceu por 2–0 no placar agregado.

#### Chave F2
| 25 de maio de 2019 | Argentino de Rosario | 0 – 0     | Real Pilar | Rosario                                                |  |
| 15:00              |                      | Relatório |            | Estádio: José Martín Olaeta Árbitro: Wenceslao Meneces |  |

| 1 de junho de 2019 | Real Pilar | 0 – 0 (3–1 pen.) | Argentino de Rosario | Pilar                                           |  |
| 15:00              |            | Relatório        |                      | Estádio: Carlos Barraza Árbitro: Edgardo Zamora |  |

Real Pilar 0–0 Argentino de Rosario no placar agregado; Real Pilar avançou com um 3–1 nas penalidades máximas.

### Final
| Equipe 1 | Total | Equipe 2   | Ida | Volta |
| -------- | ----- | ---------- | --- | ----- |
| Liniers  | 0–2   | Real Pilar | 0–2 | 0–0   |

| 8 de junho de 2019 | Real Pilar                      | 2 – 0     | Liniers | Pilar                                         |  |
| 15:20              | - D. Crego 62' - W. Chimeli 75' | Relatório |         | Estádio: Carlos Barraza Árbitro: Franco Acita |  |

| 20 de junho de 2019 | Liniers | 0 – 0     | Real Pilar | San Justo                                                 |  |
| 14:00               |         | Relatório |            | Estádio: Juan Antonio Arias Árbitro: Alejandro Porticella |  |

A partida inicialmente marcada para o dia 15 de junho às 15:00 foi remarcada para às 14:00 do dia 20 do mesmo mês devido às fortes chuvas que castigaram a Capital Federal e a Grande Buenos Aires.
O Real Pilar conquistou o Reducido da Primera D pelo segundo acesso à Primera C fazendo história com apenas dois anos de existência. O Mornarca (apelido carinhoso do clube) empatou como visitante em 0 a 0 pelo jogo de volta, na tarde do dia 20 de junho de 2019, ante o Liniers e juntou-se ao Argentino de Merlo (campeão da D) na próxima temporada da Primera C. No jogo de ida, como mandante, o clube venceu por 2 a 0.

## Premiação
| Primera D de 2018–19                        |
| ------------------------------------------- |
| Club Atlético Argentino Campeão (3º título) |

| Torneio Reducido de 2019        |
| ------------------------------- |
| Real Pilar Fútbol Club Vencedor |

## Estatísticas

### Artilheiros
Última atualização: 20 de junho de 2019 às 19:40 (UTC−3).
| Pos. | Jogador   | Jogador             | Gols | Equipe             |
| ---- | --------- | ------------------- | ---- | ------------------ |
| 1    | Argentina | Alan Salvador       | 12   | Argentino de Merlo |
| 2    | Argentina | Antony Alonso       | 11   | Atlas              |
| 2    | Argentina | Federico Sellecchia | 11   | Liniers            |
| 3    | Argentina | Wilson Chimeli      | 10   | Real Pilar         |